# Richland Parish
Richland Parish (franska: Paroisse de Richland) är ett administrativt område, parish, i delstaten Louisiana, USA. År 2010 hade området 20 725 invånare. Den administrativa huvudorten är Rayville.

## Geografi
Enligt United States Census Bureau har countyt en total area på 1 462 km². 1 446 av den arean är land och 16 km² är vatten.

### Angränsande områden
- Morehouse Parish - norr
- West Carroll Parish & East Carroll Parish - nordost
- Madison Parish - öster
- Franklin Parish - sydost
- Caldwell Parish - sydväst
- Ouachita Parish - väster

### Orter
- Delhi
- Rayville (huvudort)